# قصعين أليف الصخور
قصعين أليف الصخور[بحاجة لمصدر] (الاسم العلمي:Salvia rupicola) هو نوع من النباتات يتبع جنس القصعين من الفصيلة الشفوية.